# 阿含經
阿含經為部派佛教依循的根本經典，構成了部派佛教時期的經藏，在巴利三藏中又稱為《尼柯耶》。阿含又譯作阿鋡、阿含暮、阿笈摩。
漢譯四部《阿含經》是在公元四至五世紀時，由天竺或西域來華的僧人攜帶經本誦讀或背誦而出，和皆出自於銅鍱部的巴利經藏不同，是來自於說一切有部、法藏部、大眾部等不同的部派。阿含經有眾多的單經譯本，從安世高時期就陸續譯出。此外，還有部份的阿含經保存在藏文大藏經以及殘存的梵語手抄本、犍陀羅語手抄本當中。
漢譯阿含經與南傳佛教巴利語記載的《尼柯耶》有對應關係。現代原始佛教研究者重建佛陀本初教義亦以阿含經為基礎之一。其內容多為當時佛陀與門徒、王公及外教人士等的言談，為最接近佛陀時代的記錄。

## 釋名
梵語及巴利語是由彼至此，即「來」的意思。其中詞根gam意爲「去」或「來」，前綴ā表示朝向。因此古譯阿含為「趣」與「歸」，趣是趣向、去處，實與道安等傳說相近；是以gata（去的意思）轉釋阿含的。因此阿含是「展轉傳來」，有傳授傳承的意思。如《瑜伽師地論》卷八十五 ：「如是四種，師弟展轉傳來於今；由此道理，是故說名阿笈摩 。」《善見律毘婆沙》卷一：「容受聚集義，名阿含。如修多羅說：『佛告諸比丘：我於三界中，不見一阿含，如畜生阿含，純是眾生聚集處也。』」
僧肇《長阿含經序》說：「阿含。秦言法歸。法歸者。蓋是萬善之淵府。總持之林苑。其為典也。……道無不由。法無不在。譬彼巨海。百川所歸。故以法歸為名。」《翻译名义集》把「阿含」译为「无比法」或「教」，意思是「法之最上者也」。
「阿含」或名「阿笈摩」，意為諸佛輾轉傳來的涅槃之道。

## 傳譯

### 全本
- 《長阿含經》：今存二十二卷。後秦弘始十五年（413年）於長安城由罽賓沙門佛陀耶舍誦出，竺佛念傳譯，道含筆錄[2]。
- 《中阿含經》：今存六十卷。苻秦建元二十年（384年）於長安城由兜佉勒國沙門曇摩難提誦出，竺佛念傳譯，慧嵩筆錄，出五十九卷[3]，現已散佚。又東晉隆安二年（398年）於建康城由罽賓沙門僧伽羅叉（Saṃgharakṣa）講胡本，僧伽提婆傳譯，道慈筆受，出六十卷[4]，此為現存本。據經錄記載六十卷本與五十九卷本大不同。
- 《雜阿含經》：今存五十卷。約於元嘉十二年至十三年間（435-436年），由中天竺沙門求那跋陀羅於南京祇洹寺出（一說於瓦官寺出雜阿含），寶雲傳譯，慧觀筆受[5][6]。另有二十卷本《別譯雜阿含經》，譯者失傳，譯出的時間可能早於五十卷本。
- 《增一阿含經》：又稱《增壹阿含經》，今存五十一卷。苻秦建元二十年（384年）於長安城由兜佉勒國沙門曇摩難提誦出，竺佛念傳譯，慧嵩筆錄，出四十一卷（一說三十三卷）[3]。另有經錄記載東晉隆安二年（398年）僧伽提婆又出五十一卷增一阿含，與四十一卷本小異[4]，此說最早出於《歷代三寶紀》，而為後來經錄所承襲。

### 單行本
《大正藏·阿含部》中載有很多阿含經的單經譯本。

## 源流
釋迦牟尼佛陀八十歲时於毗舍离城坐雨安居，宣布將在三個月後般涅槃，後於拘尸那羅城附近的娑羅雙樹間般涅槃；摩訶迦葉尊者於佛陀入滅七日在從波婆城至此的路上聞知此事趕到主持了荼毘。諸律藏記載因有比丘言說在佛陀入滅之後就可無拘無束，摩訶迦葉尊者遴選五百阿羅漢至王舍城坐雨安居，於摩揭陀國阿闍世王在王舍城毘婆羅山側七叶窟前興建的講堂進行結集，史稱「五百結集」或「第一結集」，這是佛教各部派的一致記載，但所傳具體過程不盡相同。
在第一次結集中，摩訶迦葉尊者位列上座之一主持合誦，優婆離尊者誦出律，阿難尊者誦出釋迦牟尼佛所說之“經”(修多羅)，分為四大部，形成了各部派所傳《阿含經》的共同基礎。《阿含經》分別為四部，於其次序為長、中、雜、增一。另據晚出的《根本說一切有部毘奈耶雜事》，其次序為雜、長、中、增一，而《瑜伽師地論》為雜、中、長、增一。還有《增一阿含經·序品》和《大智度論》中的次序為增一、中、長、雜。
關於阿含之傳承，長部義註序稱，第一次結集之後，長部由阿難，中部由舍利弗，相應部由大迦葉，增支部由阿那律之系統分別傳承（北傳佛教經論中則似未有類似說法）。另據異部宗輪論、俱舍論卷二十九、無性之攝大乘論釋卷二、成唯識論卷三等之記載，知諸部派所傳之阿含互有異同。

### 漢譯本
窺基之著作記載，漢譯四阿含與摩訶僧祇律皆為大眾部所傳。日僧法幢之《俱舍論稽古》卷上以為中阿含及雜阿含是說一切有部所傳，增一阿含是大眾部所傳，長阿含是化地部所傳，別譯雜阿含是飲光部所傳。
近現代佛學研究者多主張長阿含出於法藏部、中阿含出於說一切有部、雜阿含出於根本說一切有部、增壹阿含出於大眾部末派或不明等說法。雖然佛教學者根據一些線索大致推斷出漢譯阿含可能所屬的部派誦本，蔡耀明批判不該為《阿含經》貼上固著的(fixed)部派歸屬標籤，而應注意諸部派變動不居的歷史事實。

## 内容簡介
阿含經是一種言行錄的體裁書籍，記述佛陀及其弟子的修道和傳教活動言行，還涉及印度社會風俗等內容。述及佛教的基本教義如四諦、四念處、八正道、十二因緣、十二分教、無常、無我、五蘊、四禪、四证净、輪迴、善惡報應等論點。世為部派佛教各部派所宗。

## 南北傳對照

### 南傳
南傳上座部的巴利文尼柯耶經典，屬於分別說系赤銅鍱部的《經藏》()，分為五部：1.《長部》()； 2.《中部》()；3.《相應部》()；4.《增支部》(); 5.《小部》()。其中《小部》的內容，錫蘭、緬甸所傳的部類，略有出入。

### 北傳
北傳漢譯的《長阿含經》，與巴利文五部尼柯耶中的《長部》相當。漢譯的《中阿含經》，與《中部》相當。漢譯的《雜阿含經》，與《相應部》相當；漢譯的《別譯雜阿含經》，與《相應部》的「有偈品」等相當。漢譯的《增壹阿含經》，與《增支部》相當。
漢傳的四阿含中，相當於《小部》的雜藏並沒有被獨立譯出，而是分散譯出。

### 對照表
| 巴利文五部尼柯耶                 | 汉译四阿含!! 特色                                                                                           |                                                                 |
| -------------------------------- | --- | --------------------------------------------------------------- |
| 《长部》共三十四经               | 《长阿含经》共二十二卷三十经（法藏部所傳）                                                                  | 破諸外道                                                        |
| 《中部》共一五二经               | 《中阿含经》共六十卷二二二经（说一切有部某派所傳）                                                          | 學問者所習                                                      |
| 《相应部》共五十六相应二八七五經 | 《杂阿含经》存四十八卷一三五九经（根本说一切有部所傳） 《别译杂阿含经》存十六卷三六四经（所傳部派未有定論） | 坐禪人所習                                                      |
| 《增支部》共一法乃至十一法       | 《增一阿含经》共五十一卷四七十二经（可能為大眾部末派所傳）                                                  | 勸化人所習                                                      |
| 《小部》共十五部                 | 杂藏：《法句经》、《義足經》、《本事经》、《興起行經》等                                                    | 法義偈頌（法句、自說、長老偈等） 傳說故事（本生、譬喻、因緣等） |

### 漢譯對照表
| 元亨寺版       | 阿含                                                     |
| -------------- | -------------------------------------------------------- |
| 《长部》14卷   | 《长阿含经》22卷                                         |
| 《中部》4卷    | 《中阿含经》60卷                                         |
| 《相应部》11卷 | 《杂阿含经》50卷 《别译杂阿含经》20卷                    |
| 《增支部》3卷  | 《增一阿含经》51卷                                       |
| 《小部》83卷   | 杂藏：《法句经》、《義足經》、《本事经》、《興起行經》等 |

## 歷史影響
已知最早的漢譯阿含類佛典是漢明帝時譯出的《四十二章經》，其內容是從阿含等抄出別行。中國自隋唐以來，學佛者只宗大乘佛教，視其為小乘佛教經典。《阿含經》不受重視束之高閣千年之久，此外又因卷帙繁浩、篇章重覆、辭語連犿，或譯文拙澀、辭義難解等原因導致讀者難以入門。十九世紀末，受歐美學者重視《巴利三藏》的影響，《阿含經》重獲地位，日本學者甚為重視。

## 現代重估
近現代佛教史學者重新定位《阿含經》為佛教原始聖典，不再沿用小乘經典稱謂。現代研究者在四阿含經中特別推重其中「相應教」部分，即部派時期北方說一切有部所集成的《雜阿含經》和南方分別說部所集成的《相應部》，近現代學者認為作為二者來源的共同原始誦本在第一次集結時就已基本完成；而將《中阿含經》、《長阿含經》、《增一阿含經》的正式集成，確立為不晚於佛滅百年後在毘舍離進行的「第二次結集」，此後四部《阿含經》陸續系統地經過整理，進入了部派分化的「部派佛教」時期。約公元前一世紀寫成文字。

## 相关内容
- 巴利經典
- 第一次集結
- 第二次集結
- 漢傳佛教
- 南傳佛教
- 菴摩羅（古代毘舍離人）（Āmrapālī，記載於《阿含經》內《雜阿含經》之《第六二二經》）

## 外部連結
- 阿含经在线：简体繁体中文中唯一保存南北阿含經最完整，且最方便阅读和对读的阿含經网站，南北传皆适合。［https://web.archive.org/web/20200401182225/http://www.ahanjing.top/ 阿含经在线]
- 印順法師：《原始佛教聖典之集成》
- 溫宗堃：從巴利經文檢視對應的《雜阿含經》經文 （页面存档备份，存于）
- 蔡奇林：《漢譯南傳大藏經》譯文問題舉示 ‧ 評析 （页面存档备份，存于）
- 釋大田：雜阿含在《十誦律》所言十八大經中的地位 （页面存档备份，存于）
- 說四阿含——梁啟超原始佛教研究論文（一）  （页面存档备份，存于）